# Serie A1 1999-2000 (pallavolo maschile)
La Serie A1 1999-2000 si è svolta dal 2 ottobre 1999 al 17 maggio 2000: al torneo hanno partecipato dodici squadre di club italiane e la vittoria finale è andata per la prima volta alla Roma Volley.

## Regolamento
Le squadre hanno disputato un girone all'italiana, con gare di andata e ritorno, per un totale di ventidue giornate; al termine della regular season:
- Le prime otto classificate hanno acceduto ai play-off scudetto, strutturati in quarti di finale, giocati al meglio di due vittorie su tre gare, semifinali, giocate con una fase a gironi, e finale, giocata al meglio di tre vittorie su cinque gare.
- Le due sconfitte ai quarti di finale dei play-off scudetto meglio classificata al termine della regular season, insieme alla nona, alla decima e all'undicesima classifica, hanno acceduto ai play-off Coppa CEV, strutturati in quarti di finale, a cui hanno preso parte solo le formazioni classificate al decimo e all'undicesimo posto, semifinali e finale, tutte giocate al meglio di due vittorie su tre gare: la vincitrice si è qualificata alla Coppa CEV.
- L'ultima classificata, insieme alle classificate dal secondo al quarto posto al termine della regular season di Serie A2, hanno acceduto ai play-out, strutturati in una fase a gironi e finale: se la squadra vincitrice risulta essere quella militante in Serie A1 questa resta nella massima categoria, se invece la vincitrice risulta essere una squadra militante in Serie A2 questa è promossa in Serie A1 e quella militante in Serie A1 è retrocessa in Serie A2.

## Squadre partecipanti
Al campionato di Serie A1 1999-00 hanno partecipato dodici squadre: quelle neopromosse dalla Serie A2 sono state il Volley Forlì, vincitrice del campionato, e la Pallavolo Parma, vincitrice dei play-off promozione.
| Club            | Città       | Palazzetto                     | Stagione precedente                                |
| --------------- | ----------- | ------------------------------ | -------------------------------------------------- |
| Cuneo           | Cuneo       | PalaBreBanca Cuneo             | 2ª in Serie A1; Semifinali play-off scudetto       |
| 4 Torri Ferrara | Ferrara     | Palazzetto dello Sport Ferrara | 9ª in Serie A1                                     |
| Forlì           | Forlì       | PalaGalassi Forlì              | 1ª in Serie A2                                     |
| Lube            | Macerata    | PalaFontescodella Macerata     | 5ª in Serie A1; Quarti di finale play-off scudetto |
| Daytona         | Modena      | PalaPanini Modena              | 4ª in Serie A1; Finale play-off scudetto           |
| Gabeca          | Montichiari | PalaGeorge Montichiari         | 7ª in Serie A1; Quarti di finale play-off scudetto |
| Sempre Padova   | Padova      | PalaFabris Padova              | 8ª in Serie A1; Quarti di finale play-off scudetto |
| Palermo         | Palermo     | Palazzetto dello Sport Palermo | 6ª in Serie A1; Semifinali play-off scudetto       |
| Parma           | Parma       | PalaRaschi Parma               | 2ª Serie A2; Vincitrice play-off promozione        |
| Porto Ravenna   | Ravenna     | PalaDeAndrè Ravenna            | 10ª in Serie A1                                    |
| Roma            | Roma        | Palazzetto dello Sport Roma    | 3ª in Serie A1; Quarti di finale play-off scudetto |
| Treviso         | Treviso     | PalaVerde Villorba             | 1ª in Serie A1; Campione d'Italia                  |

## Torneo

### Regular season

#### Risultati
| Prima giornata |                      |     |                                  |
|                |                      |     |                                  |
| 03-10          | Roma-Ferrara         | 3-0 | 26-24, 25-20, 25-19              |
| 03-10          | Palermo-Parma        | 3-2 | 24-26, 28-26, 20-25, 27-25, 15-8 |
| 02-10          | Ravenna-Treviso      | 1-3 | 18-25, 21-25, 29-27, 18-25       |
| 03-10          | Cuneo-Forlì          | 3-1 | 25-17, 25-20, 26-28, 25-13       |
| 03-10          | Modena-Padova        | 3-2 | 23-25, 22-25, 25-22, 25-17, 15-8 |
| 03-10          | Montichiari-Macerata | 0-3 | 19-25, 23-25, 24-26              |

| Seconda giornata |                    |     |                                   |
|                  |                    |     |                                   |
| 10-10            | Parma-Roma         | 1-3 | 25-22, 26-28, 23-25, 27-29        |
| 10-10            | Forlì-Ravenna      | 2-3 | 19-25, 25-23, 29-27, 26-28, 8-15  |
| 09-10            | Macerata-Cuneo     | 3-0 | 25-20, 25-18, 25-11               |
| 10-10            | Treviso-Palermo    | 3-2 | 21-25, 25-20, 27-29, 25-21, 15-10 |
| 10-10            | Ferrara-Modena     | 2-3 | 25-23, 19-25, 25-15, 21-25, 12-15 |
| 10-10            | Padova-Montichiari | 1-3 | 19-25, 25-21, 19-25, 20-25        |

| Terza giornata |                     |     |                            |
|                |                     |     |                            |
| 16-10          | Modena-Treviso      | 3-0 | 25-20, 25-14, 25-22        |
| 16-10          | Padova-Cuneo        | 0-3 | 22-25, 21-25, 18-25        |
| 17-10          | Montichiari-Palermo | 1-3 | 25-22, 22-25, 22-25, 15-25 |
| 17-10          | Macerata-Ferrara    | 3-0 | 25-21, 25-14, 25-21        |
| 17-10          | Ravenna-Roma        | 1-3 | 19-25, 22-25, 33-31, 21-25 |
| 17-10          | Forlì-Parma         | 0-3 | 22-25, 26-28, 20-25        |

| Quarta giornata |                     |     |                                   |
|                 |                     |     |                                   |
| 24-10           | Cuneo-Modena        | 2-3 | 26-24, 22-25, 23-25, 28-26, 9-15  |
| 19-10           | Ferrara-Treviso     | 0-3 | 19-25, 20-25, 19-25               |
| 24-10           | Parma-Macerata      | 2-3 | 23-25, 21-25, 25-20, 25-22, 14-16 |
| 24-10           | Roma-Padova         | 3-2 | 23-25, 32-30, 25-19, 27-29, 18-16 |
| 19-10           | Palermo-Forlì       | 3-1 | 25-18, 21-25, 25-17, 25-16        |
| 24-10           | Montichiari-Ravenna | 3-0 | 25-22, 25-21, 25-14               |

| Quinta giornata |                    |     |                                   |
|                 |                    |     |                                   |
| 30-10           | Treviso-Cuneo      | 0-3 | 24-26, 12-25, 21-25               |
| 31-10           | Modena-Montichiari | 3-2 | 19-25, 23-25, 25-16, 25-23, 19-17 |
| 31-10           | Macerata-Palermo   | 3-1 | 25-22, 25-27, 25-18, 25-21        |
| 31-10           | Padova-Parma       | 2-3 | 25-22, 18-25, 25-18, 17-25, 15-17 |
| 31-10           | Forlì-Roma         | 1-3 | 25-22, 15-25, 16-25, 19-25        |
| 31-10           | Ravenna-Ferrara    | 3-0 | 25-20, 25-20, 25-22               |

| Sesta giornata |                   |     |                                   |
|                |                   |     |                                   |
| 02-11          | Treviso-Forlì     | 3-0 | 25-21, 25-21, 25-23               |
| 03-11          | Cuneo-Ravenna     | 3-0 | 25-22, 25-23, 25-16               |
| 03-11          | Palermo-Modena    | 0-3 | 23-25, 21-25, 23-25               |
| 03-11          | Parma-Montichiari | 3-1 | 23-25, 25-17, 25-13, 25-21        |
| 03-11          | Roma-Macerata     | 3-0 | 28-26, 25-19, 25-22               |
| 03-11          | Ferrara-Padova    | 3-2 | 26-28, 25-20, 25-27, 25-18, 15-12 |

| Settima giornata |                   |     |                                   |
|                  |                   |     |                                   |
| 05-11            | Palermo-Roma      | 1-3 | 23-25, 25-23, 22-25, 15-25        |
| 05-11            | Montichiari-Cuneo | 2-3 | 19-25, 23-25, 25-18, 25-20, 8-15  |
| 05-11            | Parma-Ferrara     | 3-2 | 23-25, 27-29, 25-18, 25-13, 15-12 |
| 05-11            | Macerata-Treviso  | 1-3 | 23-25, 25-22, 22-25, 21-25        |
| 05-11            | Modena-Ravenna    | 3-2 | 25-17, 21-25, 22-25, 25-20, 17-15 |
| 05-11            | Padova-Forlì      | 3-0 | 25-23, 25-23, 27-25               |

| Ottava giornata |                     |     |                                   |
|                 |                     |     |                                   |
| 08-12           | Roma-Modena         | 3-2 | 25-20, 17-25, 21-25, 25-20, 20-18 |
| 08-12           | Cuneo-Palermo       | 3-1 | 25-23, 21-25, 25-17, 25-16        |
| 08-12           | Treviso-Parma       | 3-1 | 25-22, 25-17, 22-25, 25-15        |
| 08-12           | Ferrara-Montichiari | 1-3 | 24-26, 25-22, 17-25, 21-25        |
| 08-12           | Forlì-Macerata      | 0-3 | 21-25, 22-25, 17-25               |
| 08-12           | Ravenna-Padova      | 2-3 | 23-25, 25-19, 28-26, 24-26, 12-15 |

| Nona giornata |                  |     |                            |
|               |                  |     |                            |
| 11-12         | Parma-Cuneo      | 3-0 | 25-22, 33-31, 25-18        |
| 12-12         | Montichiari-Roma | 0-3 | 18-25, 22-25, 13-25        |
| 12-12         | Padova-Treviso   | 1-3 | 15-25, 25-23, 23-25, 21-25 |
| 12-12         | Palermo-Ferrara  | 0-3 | 23-25, 18-25, 24-26        |
| 12-12         | Modena-Forlì     | 3-1 | 25-23, 25-21, 21-25, 29-27 |
| 13-12         | Macerata-Ravenna | 3-0 | 25-21, 25-15, 25-19        |

| Decima giornata |                   |     |                                   |
|                 |                   |     |                                   |
| 19-12           | Treviso-Roma      | 0-3 | 23-25, 20-25, 19-25               |
| 19-12           | Cuneo-Ferrara     | 0-3 | 23-25, 20-25, 22-25               |
| 18-12           | Modena-Macerata   | 3-2 | 26-24, 25-16, 22-25, 29-31, 16-14 |
| 19-12           | Padova-Palermo    | 2-3 | 25-17, 17-25, 26-24, 21-25, 12-15 |
| 19-12           | Forlì-Montichiari | 0-3 | 23-25, 19-25, 23-25               |
| 19-12           | Ravenna-Parma     | 2-3 | 20-25, 23-25, 25-19, 25-20, 13-15 |

| Undicesima giornata |                     |     |                                   |
|                     |                     |     |                                   |
| 22-12               | Roma-Cuneo          | 3-2 | 23-25, 29-31, 28-26, 25-17, 15-11 |
| 22-12               | Macerata-Padova     | 3-0 | 28-26, 25-22, 25-18               |
| 22-12               | Parma-Modena        | 3-1 | 23-25, 25-23, 25-17, 25-21        |
| 22-12               | Montichiari-Treviso | 0-3 | 20-25, 21-25, 22-25               |
| 22-12               | Ferrara-Forlì       | 3-1 | 25-23, 22-25, 25-22, 25-23        |
| 22-12               | Palermo-Ravenna     | 3-0 | 25-20, 25-18, 25-19               |

| Dodicesima giornata |                      |     |                                   |
|                     |                      |     |                                   |
| 16-01               | Ferrara-Roma         | 2-3 | 17-25, 12-25, 25-21, 25-17, 13-15 |
| 16-01               | Parma-Palermo        | 3-0 | 30-28, 25-20, 25-19               |
| 16-01               | Treviso-Ravenna      | 3-0 | 25-21, 25-23, 25-17               |
| 16-01               | Forlì-Cuneo          | 3-1 | 23-25, 25-15, 25-22, 25-19        |
| 16-01               | Padova-Modena        | 1-3 | 20-25, 23-25, 25-23, 18-25        |
| 15-01               | Macerata-Montichiari | 3-0 | 31-29, 25-21, 25-12               |

| Tredicesima giornata |                    |     |                                   |
|                      |                    |     |                                   |
| 22-01                | Roma-Parma         | 3-2 | 25-22, 23-25, 19-25, 25-18, 15-10 |
| 23-01                | Ravenna-Forlì      | 1-3 | 16-25, 20-25, 32-30, 20-25        |
| 23-01                | Cuneo-Macerata     | 1-3 | 25-22, 15-25, 19-25, 22-25        |
| 23-01                | Palermo-Treviso    | 0-3 | 22-25, 15-25, 19-25               |
| 23-01                | Modena-Ferrara     | 3-2 | 25-20, 25-14, 22-25, 22-25, 15-12 |
| 23-01                | Montichiari-Padova | 3-2 | 25-22, 21-25, 23-25, 25-22, 15-12 |

| Quattordicesima giornata |                     |     |                            |
|                          |                     |     |                            |
| 30-01                    | Treviso-Modena      | 3-0 | 25-23, 25-20, 25-21        |
| 30-01                    | Cuneo-Padova        | 3-1 | 25-20, 25-21, 24-26, 25-20 |
| 30-01                    | Palermo-Montichiari | 0-3 | 22-25, 25-27, 27-29        |
| 30-01                    | Ferrara-Macerata    | 0-3 | 21-25, 21-25, 17-25        |
| 30-01                    | Roma-Ravenna        | 3-0 | 25-18, 25-12, 25-18        |
| 30-01                    | Parma-Forlì         | 3-0 | 25-23, 25-17, 25-16        |

| Quindicesima giornata |                     |     |                                   |
|                       |                     |     |                                   |
| 06-02                 | Modena-Cuneo        | 3-1 | 20-25, 25-20, 26-24, 25-20        |
| 06-02                 | Treviso-Ferrara     | 3-2 | 25-21, 25-21, 23-25, 27-29, 22-20 |
| 06-02                 | Macerata-Parma      | 3-1 | 21-25, 27-25, 25-18, 30-28        |
| 06-02                 | Padova-Roma         | 3-1 | 25-20, 25-22, 21-25, 25-19        |
| 05-02                 | Forlì-Palermo       | 3-1 | 25-19, 25-19, 18-25, 25-15        |
| 06-02                 | Ravenna-Montichiari | 3-0 | 25-21, 25-17, 25-21               |

| Sedicesima giornata |                    |     |                                   |
|                     |                    |     |                                   |
| 12-02               | Cuneo-Treviso      | 2-3 | 25-27, 25-23, 25-19, 25-27, 15-17 |
| 13-02               | Montichiari-Modena | 3-2 | 25-20, 16-25, 25-22, 21-25, 19-17 |
| 13-02               | Palermo-Macerata   | 3-2 | 25-23, 22-25, 25-11, 20-25, 15-12 |
| 13-02               | Parma-Padova       | 1-3 | 25-18, 22-25, 18-25, 18-25        |
| 13-02               | Roma-Forlì         | 3-1 | 26-28, 25-15, 25-18, 25-21        |
| 13-02               | Ferrara-Ravenna    | 1-3 | 28-30, 19-25, 25-21, 18-25        |

| Diciassettesima giornata |                   |     |                                   |
|                          |                   |     |                                   |
| 20-02                    | Forlì-Treviso     | 1-3 | 19-25, 30-28, 26-28, 16-25        |
| 20-02                    | Ravenna-Cuneo     | 2-3 | 25-23, 22-25, 25-20, 23-25, 12-15 |
| 20-02                    | Modena-Palermo    | 3-1 | 25-21, 25-17, 23-25, 31-29        |
| 20-02                    | Montichiari-Parma | 1-3 | 21-25, 25-21, 22-25, 23-25        |
| 20-02                    | Macerata-Roma     | 3-2 | 18-25, 21-25, 25-16, 25-16, 16-14 |
| 20-02                    | Padova-Ferrara    | 3-1 | 25-23, 24-26, 25-22, 25-22        |

| Diciottesima giornata |                   |     |                            |
|                       |                   |     |                            |
| 01-03                 | Roma-Palermo      | 3-0 | 27-25, 25-22, 25-17        |
| 05-03                 | Cuneo-Montichiari | 0-3 | 22-25, 21-25, 21-25        |
| 05-03                 | Ferrara-Parma     | 0-3 | 8-25, 15-25, 22-25         |
| 05-03                 | Treviso-Macerata  | 1-3 | 22-25, 19-25, 25-21, 22-25 |
| 29-02                 | Ravenna-Modena    | 0-3 | 20-25, 23-25, 15-25        |
| 05-03                 | Forlì-Padova      | 3-0 | 25-23, 25-19, 25-17        |

| Diciannovesima giornata |                     |     |                                   |
|                         |                     |     |                                   |
| 12-03                   | Modena-Roma         | 3-2 | 14-25, 25-17, 22-25, 25-17, 16-14 |
| 12-03                   | Palermo-Cuneo       | 1-3 | 19-25, 22-25, 25-18, 19-25        |
| 11-03                   | Parma-Treviso       | 2-3 | 22-25, 25-19, 25-18, 18-25, 13-15 |
| 12-03                   | Montichiari-Ferrara | 3-2 | 25-21, 25-20, 22-25, 23-25, 15-10 |
| 12-03                   | Macerata-Forlì      | 3-0 | 25-17, 25-18, 25-19               |
| 12-03                   | Padova-Ravenna      | 1-3 | 17-25, 25-22, 18-25, 22-25        |

| Ventesima giornata |                  |     |                                   |
|                    |                  |     |                                   |
| 19-03              | Cuneo-Parma      | 0-3 | 21-25, 22-25, 21-25               |
| 19-03              | Roma-Montichiari | 0-3 | 21-25, 22-25, 23-25               |
| 14-03              | Treviso-Padova   | 3-0 | 25-13, 25-18, 25-16               |
| 19-03              | Ferrara-Palermo  | 0-3 | 21-25, 21-25, 20-25               |
| 19-03              | Forlì-Modena     | 3-2 | 27-25, 26-24, 16-25, 19-25, 15-12 |
| 19-03              | Ravenna-Macerata | 3-2 | 25-18, 27-25, 24-26, 15-25, 15-13 |

| Ventunesima giornata |                   |     |                                   |
|                      |                   |     |                                   |
| 26-03                | Roma-Treviso      | 1-3 | 25-17, 17-25, 21-25, 14-25        |
| 25-03                | Ferrara-Cuneo     | 3-1 | 25-13, 29-27, 20-25, 25-16        |
| 26-03                | Macerata-Modena   | 1-3 | 22-25, 25-19, 19-25, 23-25        |
| 26-03                | Palermo-Padova    | 3-0 | 25-22, 25-22, 25-19               |
| 26-03                | Montichiari-Forlì | 3-2 | 25-18, 24-26, 19-25, 25-17, 15-11 |
| 26-03                | Parma-Ravenna     | 3-0 | 25-19, 25-12, 25-22               |

| Ventiduesima giornata |                     |     |                                   |
|                       |                     |     |                                   |
| 02-04                 | Cuneo-Roma          | 0-3 | 26-28, 23-25, 20-25               |
| 02-04                 | Padova-Macerata     | 0-3 | 19-25, 28-30, 21-25               |
| 02-04                 | Modena-Parma        | 3-1 | 25-18, 25-20, 20-25, 25-20        |
| 02-04                 | Treviso-Montichiari | 3-2 | 25-21, 25-17, 28-30, 32-34, 15-10 |
| 02-04                 | Forlì-Ferrara       | 3-2 | 25-16, 25-20, 24-26, 25-27, 16-14 |
| 02-04                 | Ravenna-Palermo     | 1-3 | 32-30, 23-25, 22-25, 20-25        |

#### Classifica
| Pos. | Squadra         | Pt | G  | V  | P  | SV | SP | Ratio | PF    | PS    | Ratio |
| ---- | --------------- | -- | -- | -- | -- | -- | -- | ----- | ----- | ----- | ----- |
| 1.   | Treviso         | 49 | 22 | 18 | 4  | 55 | 28 | 1,964 | 1 955 | 1 802 | 1,084 |
| 2.   | Lube            | 49 | 22 | 16 | 6  | 56 | 26 | 2,153 | 1 934 | 1 752 | 1,103 |
| 3.   | Roma            | 48 | 22 | 17 | 5  | 57 | 30 | 1,900 | 2 025 | 1 856 | 1,091 |
| 4.   | Daytona         | 46 | 22 | 17 | 5  | 58 | 37 | 1,567 | 2 168 | 2 025 | 1,070 |
| 5.   | Parma           | 40 | 22 | 13 | 9  | 52 | 36 | 1,444 | 2 022 | 1 903 | 1,062 |
| 6.   | Gabeca          | 32 | 22 | 11 | 11 | 42 | 43 | 0,976 | 1 880 | 1 922 | 0,978 |
| 7.   | Cuneo           | 28 | 22 | 9  | 13 | 37 | 47 | 0,787 | 1 873 | 1 916 | 0,977 |
| 8.   | Palermo         | 25 | 22 | 9  | 13 | 35 | 48 | 0,729 | 1 864 | 1 907 | 0,977 |
| 9.   | 4 Torri Ferrara | 21 | 22 | 5  | 17 | 32 | 55 | 0,581 | 1 838 | 2 009 | 0,688 |
| 10.  | Porto Ravenna   | 20 | 22 | 6  | 16 | 30 | 54 | 0,555 | 1 815 | 1 958 | 0,926 |
| 11.  | Sempre Padova   | 20 | 22 | 5  | 17 | 32 | 56 | 0,571 | 1 891 | 2 064 | 0,916 |
| 12.  | Forlì           | 18 | 22 | 6  | 16 | 29 | 55 | 0,527 | 1 823 | 1 974 | 0,923 |

| Qualificata ai play-off scudetto | Qualificata ai play-off Coppa CEV | Qualificata ai play-out |

### Play-off scudetto

#### Tabellone
|  | Quarti di finale | Quarti di finale | Quarti di finale | Quarti di finale | Quarti di finale |   |      | Semifinali | Semifinali | Semifinali | Semifinali | Semifinali | Semifinali | Semifinali |  |  | Finali | Finali  | Finali | Finali | Finali | Finali | Finali |
|  |                  |                  |                  |                  |                  |   |      |            |            |            |            |            |            |            |  |  |        |         |        |        |        |        |        |
|  | 1                | Treviso          | 2                | 1                |                  |   |      |            |            |            |            |            |            |            |  |  |        |         |        |        |        |        |        |
|  | 8                | Palermo          | 3                | 3                |                  |   |      |            |            |            |            |            |            |            |  |  |        |         |        |        |        |        |        |
|  | 8                | Palermo          | 3                | 3                |                  |   |      |            |            |            |            |            |            |            |  |  |        |         |        |        |        |        |        |
|  |                  |                  |                  |                  |                  |   |      |            |            |            |            |            |            |            |  |  |        |         |        |        |        |        |        |
|  |                  | 4                | Daytona          |                  |                  |   |      |            |            |            |            |            |            |            |  |  |        |         |        |        |        |        |        |
|  | 4                | 4                | Daytona          | Daytona          | 2                | 3 | 3    |            |            |            |            |            |            |            |  |  |        |         |        |        |        |        |        |
|  | 4                |                  |                  | Daytona          | 2                | 3 | 3    |            |            |            |            |            |            |            |  |  |        |         |        |        |        |        |        |
|  | 5                | Parma            | 3                | 1                | 2                |   |      |            |            |            |            |            |            |            |  |  |        |         |        |        |        |        |        |
|  |                  |                  |                  |                  |                  |   |      |            |            |            |            |            |            |            |  |  | 4      | Daytona | 1      | 1      | 2      |        |        |
|  |                  |                  | 3                | Roma             | 3                | 3 | 3    |            |            |            |            |            |            |            |  |  |        |         |        |        |        |        |        |
|  | 3                | Roma             | 3                | 3                |                  |   |      |            |            |            |            |            |            |            |  |  |        |         |        |        |        |        |        |
|  | 6                | Gabeca           | 2                | 2                |                  |   |      |            |            |            |            |            |            |            |  |  |        |         |        |        |        |        |        |
|  | 6                | Gabeca           | 2                | 2                |                  | 3 | Roma |            |            |            |            |            |            |            |  |  |        |         |        |        |        |        |        |
|  |                  |                  |                  |                  |                  | 3 | Roma |            |            |            |            |            |            |            |  |  |        |         |        |        |        |        |        |
|  |                  |                  |                  |                  |                  |   |      |            |            |            |            |            |            |            |  |  |        |         |        |        |        |        |        |
|  | 2                | Lube             | 2                | 2                |                  |   |      |            |            |            |            |            |            |            |  |  |        |         |        |        |        |        |        |
|  | 2                | Lube             | 2                | 2                |                  |   |      |            |            |            |            |            |            |            |  |  |        |         |        |        |        |        |        |
|  | 7                | Cuneo            | 3                | 3                |                  |   |      |            |            |            |            |            |            |            |  |  |        |         |        |        |        |        |        |

#### Risultati
| Quarti di finale |                  |     |                                   |
|                  |                  |     |                                   |
| 09-04            | Treviso-Palermo  | 2-3 | 23-25, 26-24, 25-17, 28-30, 8-15  |
| 09-04            | Modena-Parma     | 2-3 | 17-25, 15-25, 25-23, 25-16, 17-19 |
| 09-04            | Macerata-Cuneo   | 2-3 | 25-21, 20-25, 20-25, 25-20, 11-15 |
| 08-04            | Roma-Montichiari | 3-2 | 17-25, 25-20, 23-25, 26-24, 15-11 |

| 12-04 | Palermo-Treviso  | 3-1 | 25-19, 25-21, 18-25, 25-23        |
| 12-04 | Parma-Modena     | 1-3 | 19-25, 25-21, 22-25, 18-25        |
| 14-04 | Cuneo-Macerata   | 3-2 | 23-25, 25-18, 25-27, 25-21, 15-8  |
| 14-04 | Montichiari-Roma | 2-3 | 25-27, 25-22, 23-25, 25-16, 11-15 |

| 16-04 | Modena-Parma | 3-2 | 36-34, 21-25, 28-26, 13-25, 16-14 |

| Semifinali - Girone di andata |                |     |                                   |
|                               |                |     |                                   |
| 19-04                         | Roma-Palermo   | 3-1 | 19-25, 25-18, 25-17, 26-24        |
| 19-04                         | Cuneo-Modena   | 0-3 | 23-25, 18-25, 22-25               |
| 22-04                         | Roma-Cuneo     | 3-0 | 25-22, 25-22, 25-13               |
| 22-04                         | Modena-Palermo | 3-1 | 23-25, 26-24, 25-18, 29-27        |
| 26-04                         | Palermo-Cuneo  | 3-0 | 25-20, 25-14, 25-18               |
| 26-04                         | Modena-Roma    | 3-2 | 25-18, 21-25, 22-25, 25-23, 15-13 |

| Semifinali - Girone di ritorno |                |     |                                  |
|                                |                |     |                                  |
| 30-04                          | Modena-Cuneo   | 3-1 | 25-16, 25-19, 19-25, 27-25       |
| 30-04                          | Palermo-Roma   | 1-3 | 25-20, 14-25, 22-25, 22-25       |
| 03-05                          | Palermo-Modena | 3-2 | 34-32, 29-31, 23-25, 25-18, 15-9 |
| 03-05                          | Cuneo-Roma     | 3-2 | 23-25, 25-27, 25-21, 32-30, 15-9 |
| 07-05                          | Roma-Modena    | 3-0 | 25-20, 25-21, 25-22              |
| 07-05                          | Cuneo-Palermo  | 3-1 | 23-25, 31-29, 25-19, 25-22       |

| 1 | Roma    | 14 |
| 2 | Modena  | 12 |
| 3 | Palermo | 5  |
| 4 | Cuneo   | 5  |

| Finale |             |     |                                   |
|        |             |     |                                   |
| 10-05  | Roma-Modena | 3-1 | 25-21, 27-29, 25-20, 25-14        |
| 13-05  | Modena-Roma | 1-3 | 22-25, 22-25, 25-21, 18-25        |
| 17-05  | Roma-Modena | 3-2 | 18-25, 21-25, 27-25, 25-20, 15-13 |

### Play-off Coppa CEV

#### Tabellone
|  | Quarti di finale | Quarti di finale | Quarti di finale | Quarti di finale | Quarti di finale |  |  | Semifinali | Semifinali      | Semifinali      | Semifinali | Semifinali |   |   | Finale | Finale | Finale | Finale | Finale |  |
|  |                  |                  |                  |                  |                  |  |  |            |                 |                 |            |            |   |   |        |        |        |        |        |  |
|  |                  |                  |                  |                  |                  |  |  | 2          | Lube            | Lube            | 3          | 3          |   |   |        |        |        |        |        |  |
|  | 10               | Porto Ravenna    | Porto Ravenna    | 1                | 1                |  |  |            | Sempre Padova   | Sempre Padova   | 0          | 1          |   |   |        |        |        |        |        |  |
|  | 11               | Sempre Padova    | Sempre Padova    | 3                | 3                |  |  |            |                 |                 |            |            |   |   | Lube   | Lube   | Lube   | 3      | 3      |  |
|  |                  |                  |                  |                  |                  |  |  |            |                 | Parma           | Parma      | Parma      | 0 | 2 |        |        |        |        |        |  |
|  |                  |                  |                  |                  |                  |  |  | 5          | Parma           | Parma           | 3          | 3          |   |   |        |        |        |        |        |  |
|  |                  |                  |                  |                  |                  |  |  | 9          | 4 Torri Ferrara | 4 Torri Ferrara | 2          | 0          |   |   |        |        |        |        |        |  |

#### Risultati
| Quarti di finale |                |     |                            |
|                  |                |     |                            |
| 18-04            | Ravenna-Padova | 1-3 | 19-25, 20-25, 25-23, 27-29 |
| 20-04            | Padova-Ravenna | 3-1 | 25-20, 20-25, 25-21, 26-24 |

| Semifinali |                 |     |                                   |
|            |                 |     |                                   |
| 25-04      | Macerata-Padova | 3-0 | 25-20, 25-20, 25-20               |
| 26-04      | Parma-Ferrara   | 3-2 | 27-29, 25-22, 25-23, 21-25, 15-11 |

| 27-04 | Padova-Macerata | 0-3 | 21-25, 28-30, 21-25        |
| 27-04 | Ferrara-Parma   | 1-3 | 33-31, 17-25, 12-25, 16-25 |

| Finale |                |     |                                   |
|        |                |     |                                   |
| 03-05  | Macerata-Parma | 3-0 | 27-25, 25-21, 25-22               |
| 06-05  | Parma-Macerata | 2-3 | 14-25, 19-25, 25-18, 25-12, 14-16 |

### Play-out

#### Risultati
| Semifinali - Girone di andata |                               |     |                                   |
|                               |                               |     |                                   |
| 09-04                         | Forlì-Mezzolombardo           | 3-1 | 25-15, 26-28, 28-26, 25-20        |
| 09-04                         | Gioia del Colle-Grottazzolina | 2-3 | 20-25, 25-27, 25-19, 25-23, 13-15 |
| 12-04                         | Grottazzolina-Forlì           | 3-2 | 25-18, 22-25, 25-18, 20-25, 15-8  |
| 12-04                         | Mezzolombardo-Gioia del Colle | 3-1 | 27-25, 25-23, 22-25, 25-20        |
| 16-04                         | Grottazzolina-Mezzolombardo   | 3-1 | 25-18, 25-23, 22-25, 25-23        |
| 16-04                         | Forlì-Gioia del Colle         | 3-0 | 25-22, 25-23, 25-23               |

| Semifinali - Girone di ritorno |                               |     |                                   |
|                                |                               |     |                                   |
| 19-04                          | Grottazzolina-Gioia del Colle | 1-3 | 23-25, 25-21, 23-25, 21-25        |
| 19-04                          | Mezzolombardo-Forlì           | 1-3 | 23-25, 18-25, 25-16, 25-27        |
| 22-04                          | Forlì-Grottazzolina           | 3-1 | 20-25, 25-20, 25-23, 25-17        |
| 22-04                          | Gioia del Colle-Mezzolombardo | 3-2 | 26-24, 32-30, 20-25, 26-28, 21-19 |
| 26-04                          | Gioia del Colle-Forlì         | 3-0 | 25-19, 25-21, 25-23               |
| 26-04                          | Mezzolombardo-Grottazzolina   | 1-3 | 20-25, 26-28, 25-18, 18-25        |

| 1 | Forlì           | 13 |
| 2 | Grottazzolina   | 10 |
| 3 | Gioia del Colle | 9  |
| 4 | Mezzolombardo   | 4  |

| Finale |                     |     |                                   |
|        |                     |     |                                   |
| 30-04  | Forlì-Grottazzolina | 3-2 | 23-25, 17-25, 25-20, 31-29, 21-19 |
| 03-05  | Grottazzolina-Forlì | 3-2 | 25-17, 25-15, 20-25, 19-25, 15-11 |
| 07-05  | Forlì-Grottazzolina | 3-0 | 25-16, 25-20, 25-12               |

## Verdetti
- Roma Campione d'Italia 1999-00 e qualificata alla Champions League 2000-01.
- Treviso qualificata alla Champions League 2000-01.
- Daytona,  Gabeca e  Lube qualificate alla Coppa CEV 2000-01.

## Statistiche
| Rendimento individuale | Rendimento individuale | Rendimento individuale | Rendimento individuale |
| Pos.                   | Nome                   | Punti                  | Squadra                |
| ---------------------- | ---------------------- | ---------------------- | ---------------------- |
| 1                      | Roman Jakovlev         | 470                    | Forlì                  |
| 2                      | Wout Wijsmans          | 439                    | 4 Torri Ferrara        |
| 3                      | Osvaldo Hernández      | 408                    | Roma                   |
| 4                      | Dmitrij Fomin          | 387                    | Treviso                |
| 5                      | Il'ja Savel'ev         | 366                    | Parma                  |
| 6                      | Andrea Sartoretti      | 342                    | Gabeca                 |
| 7                      | Michele Pasinato       | 324                    | Sempre Padova          |
| 8                      | Stanislav Dinejkin     | 321                    | Parma                  |
| 9                      | Bas van de Goor        | 315                    | Daytona                |
| 10                     | Rafael Pascual         | 311                    | Cuneo                  |

| Attacchi vincenti | Attacchi vincenti  | Attacchi vincenti | Attacchi vincenti |
| Pos.              | Nome               | Punti             | Squadra           |
| ----------------- | ------------------ | ----------------- | ----------------- |
| 1                 | Roman Jakovlev     | 415               | Forlì             |
| 2                 | Wout Wijsmans      | 389               | 4 Torri Ferrara   |
| 3                 | Dmitrij Fomin      | 335               | Treviso           |
| 4                 | Osvaldo Hernández  | 322               | Roma              |
| 5                 | Michele Pasinato   | 294               | Sempre Padova     |
| 6                 | Il'ja Savel'ev     | 292               | Parma             |
| 7                 | Andrea Sartoretti  | 278               | Gabeca            |
| 8                 | Stanislav Dinejkin | 267               | Parma             |
| 9                 | Vladimir Grbić     | 259               | Roma              |
| 10                | Rafael Pascual     | 257               | Cuneo             |

| Muri vincenti | Muri vincenti      | Muri vincenti | Muri vincenti |
| Pos.          | Nome               | Punti         | Squadra       |
| ------------- | ------------------ | ------------- | ------------- |
| 1             | Bas van de Goor    | 79            | Daytona       |
| 2             | Luigi Mastrangelo  | 75            | Cuneo         |
| 3             | Pasquale Gravina   | 61            | Treviso       |
| 4             | Juan Josè Salvador | 60            | Lube          |
| 5             | Maikel Cardona     | 57            | Porto Ravenna |
| 6             | Andrija Gerić      | 55            | Gabeca        |
| 7             | Ihosvany Hernández | 54            | Roma          |
| 7             | Aleksej Kazakov    | 54            | Daytona       |
| 9             | Mike van de Goor   | 52            | Sempre Padova |
| 10            | Richard Nemec      | 48            | Porto Ravenna |

| Battute vincenti | Battute vincenti      | Battute vincenti | Battute vincenti |
| Pos.             | Nome                  | Punti            | Squadra          |
| ---------------- | --------------------- | ---------------- | ---------------- |
| 1                | Osvaldo Hernández     | 57               | Roma             |
| 2                | Frantz Granvorka      | 53               | Parma            |
| 3                | Il'ja Savel'ev        | 48               | Parma            |
| 4                | Andrea Sartoretti     | 40               | Gabeca           |
| 5                | Juan Carlos Cuminetti | 36               | Daytona          |
| 6                | Sándor Kántor         | 33               | Daytona          |
| 6                | Roman Jakovlev        | 33               | Forlì            |
| 8                | Stanislav Dinejkin    | 32               | Parma            |
| 8                | Sergej Tetjuchin      | 32               | Parma            |
| 10               | Goran Vujević         | 29               | Gabeca           |

| Ricezioni perfette | Ricezioni perfette   | Ricezioni perfette | Ricezioni perfette |
| Pos.               | Nome                 | Punti              | Squadra            |
| ------------------ | -------------------- | ------------------ | ------------------ |
| 1                  | Alessandro Trimarchi | 397                | Daytona            |
| 2                  | Sergio De Agostini   | 363                | Gabeca             |
| 3                  | Iván Ruiz            | 348                | Porto Ravenna      |
| 4                  | Roberto Cecchin      | 343                | Sempre Padova      |
| 5                  | Sergej Tetjuchin     | 324                | Parma              |
| 6                  | Jurij Čerednik       | 320                | 4 Torri Ferrara    |
| 7                  | Marko Klok           | 316                | Roma               |
| 8                  | Marco Vicini         | 303                | Palermo            |
| 9                  | Riccardo Fenili      | 299                | Parma              |
| 10                 | Giuseppe Sorcinelli  | 296                | Cuneo              |

NB: I dati sono riferiti esclusivamente alla regular season.